# 第210集
《无标题第十集》（英語：untitled tenth episode）是美国情景喜剧《我为喜剧狂》第2季的第10集，也是整个剧集的第31集。由于没有正式的标题，因此这集就直接被称为《第210集》，意思是第2季的第10集。节目于2008年1月10日通过全国广播公司在美国首播，罗伯特·卡洛克和唐纳德·格洛弗编剧，理查德·谢柏德执导。客串出镜的演员包括詹姆斯·雅顿（James Arden）、朱丽娅·巴尼特（Julia Barnett）、凯文·布朗、詹姆斯·卡瓦纳·伯克（James Cavanagh Burke）、格里兹·查普曼、埃迪·法可和托比·赫斯，格拉迪丝·奈特也在节目中以自己的真实身份出场。在本集节目中，全国广播公司电视节目《与崔西·乔丹》的首席编剧丽兹·莱蒙（Liz Lemon，蒂娜·菲饰）决定投资房地产，通用电气副总裁杰克·唐纳吉（Jack Donaghy，亚历克·鲍德温饰）需要在自己的工作和女朋友之间作出选择，电视台杂工跟班肯尼斯·帕塞尔（Kenneth Parcell，杰克·麦克布瑞尔饰）喝咖啡成瘾。
本集节目的制作和播出受到了2007年－2008年美国编剧协会大罢工的严重影响。虽然全国广播公司一直没有正式为节目命名，但《第210集》还是有《女商人丽兹》（Liz the Business Woman）和《咖啡与电视》（Coffee & TV）两个非正式的标题。节目虽然没有获得电视评论员的一致好评，但仍有着普遍的正面评价，特别是一众演员再现1973年歌曲的桥段备受赞誉，蒂娜·菲也在剧中演唱了艾拉妮絲·莫莉塞特歌曲的一个片段。

## 剧情
全国广播公司喜剧小品《与崔西·乔丹》的头号明星崔西·乔丹（Tracy Jordan，崔西·摩根）买了台咖啡机放在电视台杂工跟班肯尼斯·帕塞尔的办公桌上，肯尼斯于是不停地喝咖啡，最后喝上了瘾。他将纽约和所多玛相提并论，称自己已经被鸡奸了，并对自己被纽约所改变而感到罪过，违背了向自己母亲作出的承诺。因此，他决定要搭“午夜火车”回乔治亚州，可又因搞错了发车时间而留了下来。与此同时，首席编剧丽兹·莱蒙接受公司副总裁杰克·唐纳吉的建议投资房地产，女演员简娜·玛隆妮（Jenna Maroney，简·科拉克斯基饰）于是告诉丽兹自己的经济人正在转让一套公寓，但是丽兹却给了对建筑销售拥有审批权的合作委员会一个很不好的印象，她的出价也因此遭拒。失望之下她开始喝酒，大醉后便不停地给委员会打电话胡言乱语。
杰克正在参与一场收购一家德国有线电视网络的谈判，但女友C·C却因为工作上的关系需要前往首都哥伦比亚特区。远隔千面的两人仍然希望能见面，于是决定“在中途见”，但事实证明，这样的安排实在不妥，两人也因此决定分手。杰克和丽兹交谈时把自己与C·C的恋情和丽兹之前与弗洛伊德·德巴伯（Floyd DeBarber）的恋情相比较，丽兹为了脱身于是唱起歌来，表示自己必须得走了。

## 制作

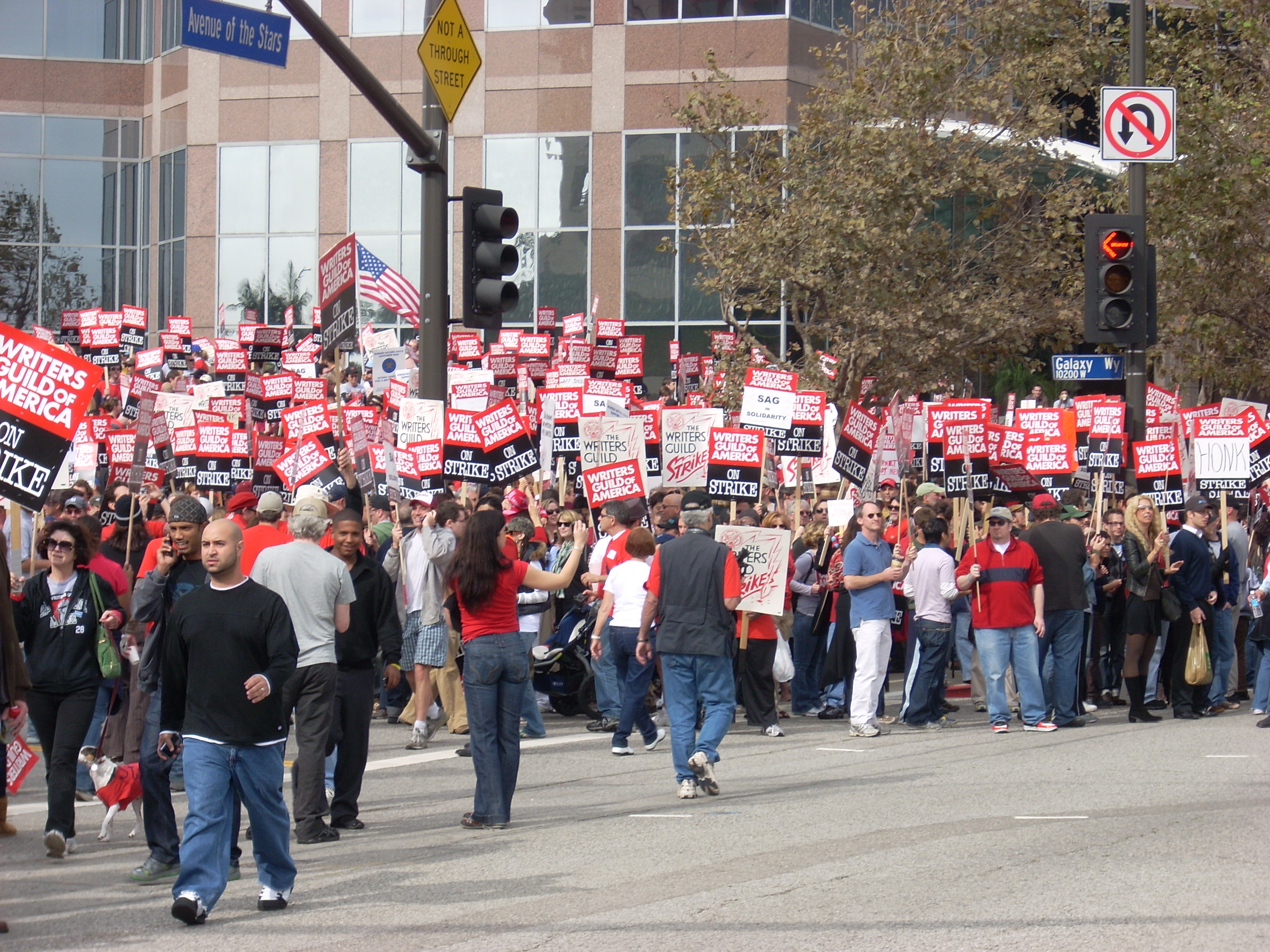
美国编剧工会一共罢工100天

《第210集》的部分内容于2007年11月5日这个星期拍摄，其时恰逢2007年－2008年美国编剧协会大罢工。这场罢工于EST2007年11月5日凌晨0点1分开始，一开始没有对剧集摄制产生影响，因为之前已经有了编写好的部分剧本可以一直拍摄到11月9日。美国东部编剧工会和美国西部编剧工会的成员经投票决定于2008年2月12日停止罢工，编剧们也在这天获许重返工作岗位。罗伯特·卡洛克于2月11日继续工作，其他编剧则在2月13日开始恢复工作，并开始了下一集节目《辣妈岛》的制作。拍摄期间，《我为喜剧狂》的节目主创人、女主演兼执行制片人蒂娜·菲不得不对工作职责进行调整，以免有违美国编剧工会的罢工规则，她还与另一位演员杰克·麦克布瑞尔一起设置了罢工纠察线。亚历克·鲍德温在《赫芬顿邮报》网站上撰写博客，表明自己对编剧及其罢工活动的支持。
《第210集》于2008年1月10日通过全国广播公司在美国首播，是《我为喜剧狂》第二季的第10集，下一集《辣妈岛》要一直等到4月才会播出。这一集也因没有正式名称而为人所知，全国广播公司在新闻稿中直接称其为《第210集》，指的是第2季的第10集，而非第二百一十集。一些评论员也因此称本集节目为《女商人丽兹》或《咖啡和电视》。

## 反响
《第210集》在美国首播时吸引了600万户家庭观看，在18至49岁人群中收获了2.8 / 7的收视率。其中的2.8是指全美所有该年龄段人口总数的2.8%，而7则是当时有看电视的这一年龄段群众群人数的7%。
《娱乐周刊》的杰夫·拉布雷克（Jeff Labrecque）称赞本集结尾一众演员诠释的格拉迪丝·奈特音乐曲目表现出众。《电视指南》的马特·韦伯·米托维奇（Matt Webb Mitovich）也表扬了这首曲目，称“今晚的这集节目以曲目作为结尾......哇噢。真是既无厘头又有趣。”。美国在线电视小队的鲍伯·萨松尼（Bob Sassone）称本集对即将中断播出一段时间的作品来说表现很好，但批评节目里没有出现《与崔西·乔丹》的一众编剧角色，他认为这些角色可以起到很好的效果。网站的迈克尔·尼尔（Michael Neal）给予《第210集》A+的最高评价，《波士顿环球报》的乔安娜·威斯（Joanna Weiss）也给节目正面评价，称赞其以一首歌曲结束产生的效果既欢闹又让人神往。
不过也有评论员对本集节目的评价不佳。IGN网站的罗伯特·坎宁（Robert Canning）称其“不是这季被截断节目最引人注目的半小时”，“不幸的是，这集也没有那么多有趣的内容。当然，里面还是有几句不错的台词，但总体上没有任何新意。”虽然作出了这样的批评，但坎宁还是称赞了片尾音乐曲目的表现，最终给这集8.4的评分（最高为10）。
埃迪·法可因在本集中的表现获得了一项黄金时段艾美奖杰出喜剧剧集客串女演员奖提名。